# 湯姆·沃特森
（1967年1月8日—），是一名英國工黨政治家，于2015年9月当选为工党副领袖。自2001年至2019年擔任英國國會東西布朗選區英國下議院議員，并在2008年至2009年担任内阁办公室的数字参与和公务员事务大臣。
2011年10月，文立彬任命沃特森为工党全国执行委员会副主席和2015年大选的竞选协调员。2013年7月因福尔柯克选区补选引发的党内人事争端而辞职。
2015年，沃特森在英國工黨副黨魁選舉以198,962票和50.4%的得票率，擊敗斯特拉·克里西、卡羅琳·弗林特、安吉拉·伊格爾和本·布拉德肖當選為新任工黨领袖杰里米·科尔宾的副手。2016年10月改任影子文化传媒和体育大臣，2017年7月随文化传媒和体育部改名为影子数字文化传媒和体育大臣。

## 早年生活和经历
他生于南约克郡的谢菲尔德，先后就读于伯明翰西南的小城基德明斯特的查理一世国王学校和东约克郡的赫尔大学。他在赫尔大学工党俱乐部积极活动，并于1992年当选为校学生会主席。1992至1993年，他任全国工党学生组织主席。后来，他担任营销官和广告帐户主管。
1993年，他开始为工党负责全国青年事务。期间经历了1997年大选，之后成为英国合并工程和电气联盟工会的全国政治官员.

## 国会议员

### 後座议员
他在2001年大选中当选为東西布朗選區的议员。2002年当英国药物政策被调查时他成为内政专责委员会委员。沃特森投票支持委员会的最后决定，呼吁英国政府“在麻醉药品委员会开始讨论替代方法(包括合法化和监管的可能性)以应对全球药物困境”。
在国会的第一年，沃特森发起了一项禁止已定罪的性罪犯加里·格莱特专辑销售的活动。2002年，他根据第23号议事规则提出一个法案以改变器官捐赠法。器官捐赠（推定同意和保障）条例草案是与英国医学会合作开展的增加英国器官捐赠者数量的联合运动的一部分。
2003年，沃特森支持投票支持伊拉克战争，并随后投票坚持对伊拉克战争的调查。
沃特森是2004年7月在伯明翰霍奇希尔选区补选中工党的竞选组织者，伊拉克战争之后，连姆·伯恩在工党困难的时代保住了这个席位。这场竞选活动因其肮脏的竞选策略广受批评，特别是工党传单写出“工党在你这边 ，自由民主党在输不起的人那边”，沃特森后来承认责任并表示遗憾。
2003年，他开通了一个包括微博页面的个人网站。2004年，他赢得新政治家杂志颁发的“民意代表使用博客推进民主进程”类别的新媒体奖。他也是Twitter的活跃用户。

### 政府

#### 首次进入前座
沃特森于2004年9月9日被任命为政府助理党鞭，并于2005年1月6日被卫报日记称为“最佳蟾蜍”。他于2006年5月5日晋升为国防部政务次官。
在他在国防部的时间，沃森致力于为在第一次世界大战中被误认为怯懦而遭处决的士兵追赦平反。沃特森采取了行动，会见了一战中被处决的士兵哈里·法尔的亲戚，已经有有力的证据表明他当时正在遭受猛烈炮击。2006年颁布的《武装部队法》第359条决定大规模赦免第一次世界大战期间因某些罪行被处决的306名英帝国士兵，该法于2006年11月8日获得女王同意。被赦免的包括新西兰的三名男士兵，加拿大的三名男士兵，西印度的两名男士兵，两名加纳的男士兵以及分别来自塞拉利昂、埃及和尼日利亚的三名男士兵。

#### 呼吁布莱尔辞职
2006年9月5日，据报道，沃特森交给托尼·布莱尔一封签名信，敦促首相辞职，结束关于他接班人人选的不确定性。政府党鞭长雅克·史密斯当天晚上告诉沃特森，他必须撤回他的签名信或辞职。2006年9月6日，沃特森辞去了他的部级职位，并发表了另一项声明，呼吁布莱尔辞职：
我不得不以我最大的悲伤说，我不再相信你继续留任是符合党或国家利益的……至于怎样和为什么已不是问题。我相信党和国家的压倒性多数意见：必须更换领袖才能使党和政府重新走向正轨。
BBC引述托尼·布莱尔的话说，沃森的声明和信是“不忠诚、不礼貌和错误的”，他将在当天晚些时候与沃特森会面。他说，他打算开除沃特森，因为沃特森签署了敦促他辞职的信。事情发生的一段时间内，沃特森前往财政大臣戈登·布朗在苏格兰的住所，仅一天之后，沃特森交给布莱尔一份备忘录，声称他正在为布朗家的新丁Fraser选择礼物，既没有讨论信的问题，也没有讨论“任何政治”。
正如沃特森在他的博客上所说的，他辞职后几个星期在工党年会的待遇得到了工党同事的混合反应。一些人在私下祝贺他，并一些人则讽刺挖苦他。挖苦的例子是副首相约翰·普雷斯科特，他问沃特森，如果等待被第四新闻台采访和“再辞职一次”，他会选哪一个？

#### 数字经济

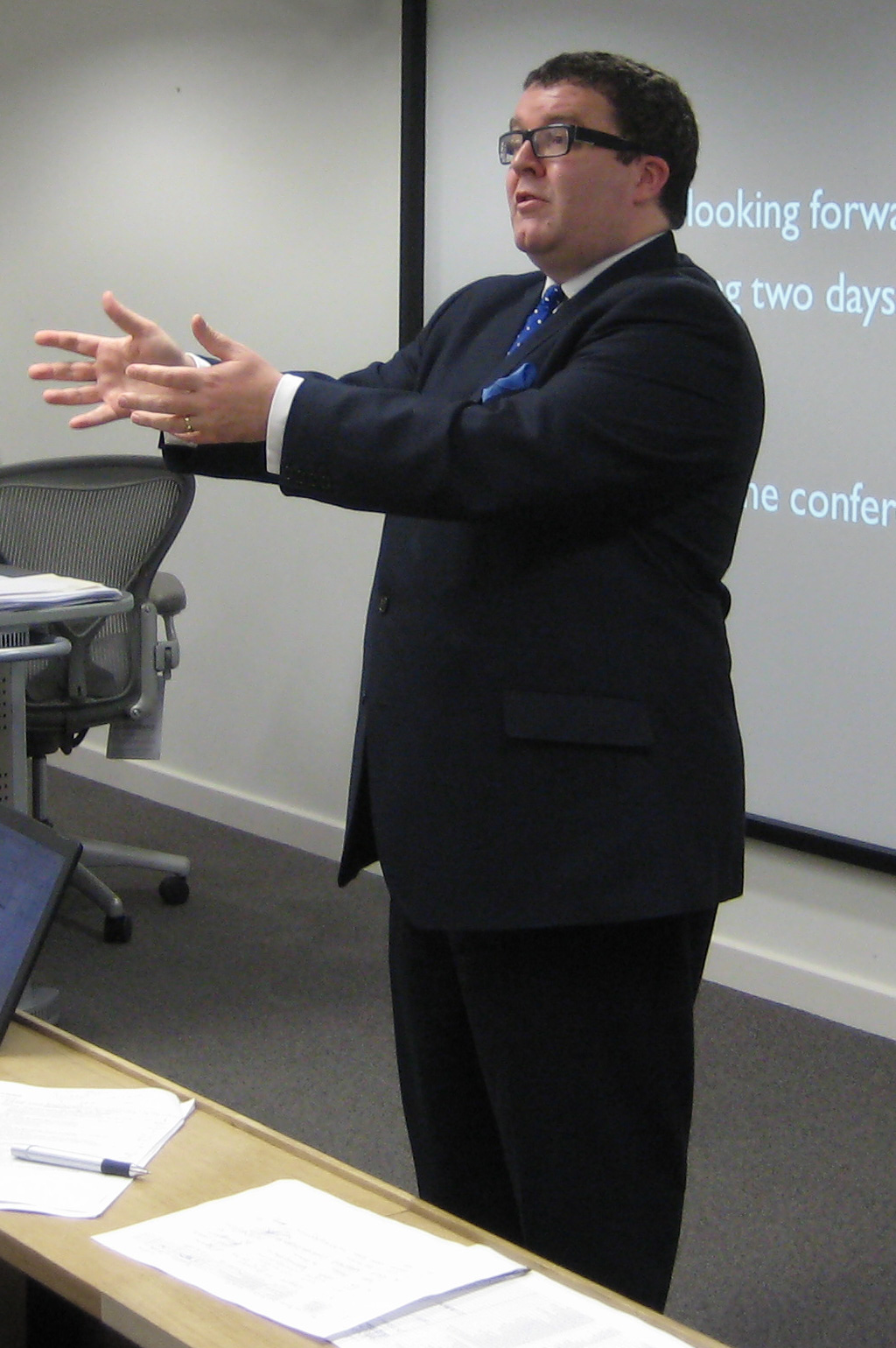
沃特森在2009年

2007年7月，戈登·布朗将沃特森召回政府任党鞭。这时他对数字经济特别感兴趣，致力于非个人的政府数据向公众开放。在内阁办公室期间，信息工作组审查了更自由地获取政府数据的案例，最终形成一份报告和一场竞赛，颁发最佳创意奖给一个以创新的方式使用政府数据的网站ShowUsABetterWay，奖金两万英镑。他制定政策，要求政府在IT采购时考虑开源软件及其专有解决方案。 离任前，沃特森在内阁办公室设立了一个新的数字互动主任职位。他是开放权利运动顾问委员会委员。
汤姆·沃森带领一些国会议员坚决反对《2010年数字经济法》，因为该法案是在议会解散前的清洗期间—2010年4月在国会通过的。

#### 花费
2009年5月10日，据透露，自从2005年连任以来，沃特森已经在一年内提出了最多4800英镑的粮食津贴。从2005年到2009年，沃特森和伊恩·莱特被揭露在伦敦市中心的议会办公大楼上一共花费10万英镑。沃特森回答说，他提交的马莎百货收据上出现的“披萨轮”是在他在商店购物满150英镑后作为一个免费礼品赠送的。他补充道：
所有的赔款都是根据下议院当局规定的规则支付的。我完全明白公众为什么要改革这个制度。我上星期投票，只希望改革能够更快地推进。

### 反对党

#### 世界新闻报电话窃听丑闻
沃特森在世界新闻报电话窃听丑闻期间发挥了重要作用，他让世界新闻报的种种行为大白于天下。作为文化、媒体和体育委员会委员，他在2011年7月19日质询鲁伯特·默多克和他儿子詹姆斯·默多克，以及前《世界新闻报》编辑利百加·布鲁克斯。2011年11月10日，对詹姆斯·默多克重新质询之后，沃特森将他比作黑手党老板。

#### 列文森调查泄露
2011年11月27日，沃特森的博客发表了前政府传讯总监阿拉斯泰尔·坎贝尔在接下来的一周中，将被提交给列文森查询媒体道德的证据。在政治博主保罗·斯坦斯的博客上强调了自己的著作权以及对源材料加以引用之后，沃特森博客的该页面被删除。同一天，斯坦利出现在调查听证会的证人席上。似乎沃特森不会被调查文员会召唤，因为委员会已经认为他从保罗·斯坦斯的博客（一个已经编辑的版本）复制了有关内容。没有任何细节可以验证他的出版日期和时间，以及它为什么似乎是全篇照抄。对斯坦利的传票于2011年11月30日撤回，即他将提供证据的前一天。

#### 《默多克的电话谋杀案》
2011年7月，沃特森宣布他和他的合著者独立报记者Martin Hickman正在撰写一部关于鲁伯特·默多克的《世界新闻报》和英国高级政治家、警察之间的关系的著作。与此同时，卫报记者尼克·戴维斯也正在写一部名为《黑客攻击：真相如何让鲁伯特·默多克尝到苦头》的书。沃特森和戴维斯随后见面并讨论了他们各自的计划。沃特森的书《默多克的电话谋杀案：新闻集团和英国腐败》的出版日期和题目仅在正式发行之前的三天公布，因为担心世界新闻报将设法阻止发布。在发行当天这本书的细节被揭露，沃特森在他的博客上表示，他相信这本书将是有争议的：“非常高兴地说，我们终于完成了这本书。这是星期四。我有一个预感，它将是今年最受攻击的书之一。”

#### 曝光高级别的恋童癖网络
2012年10月24日，沃森在下议院暗示，过去可能存在一个高级别的恋童癖网络，受到与国会联系的保护，并涉及前首相的亲近助手；无论是助手还是前首相都没有被直呼其名。他呼吁大伦敦警察重新对以前的指控进行内部刑事调查。2012年12月，大伦敦警察厅表示，在沃特森向他们传递信息后，他们展开了费尔班克行动（Operation Fairbank），调查这些指控。据独立报报道，警察已采访了一些成年人，他们声称，他们儿时遭到了高级议员的性侵犯。2015年沃特森因一直拒绝评论被卷入性侵丑闻的前内政大臣利昂·布里坦而被批评，布里坦曾写信给检事总长申诉，警方后来不得不向布里坦的家人道歉，他的家人没有被告知他的案件在他去世前被放弃了。沃特森在他死后坚持指控。大伦敦警察厅审查了强奸指控，但是警官没有找到充足的证据来采取进一步行动，虽然当时仍在调查关于布里坦的虐待儿童的多项指控。

#### 媒体
沃特森一直批评保守的前福克斯新闻主持人格林·贝克，声称贝克的“新闻类型是危险的，可以对社会产生广泛的负面影响。贝克的类型不是独一无二的，任何一名其他的‘杂谈节目主持人’都能完成。然而，没有一个人在如贝克这样经常和不负责任的尺度上表现出不容忍。至关重要的是，这种“新闻”不是在英国制作或广播的。然而，新闻集团提议收购BSkyB意味着它成为现实的机会增加。”
2010年8月，沃特森成为工党未剪辑网站的客座编辑。 2011年10月，他被提拔为工党副主席，与影子内阁办公室的乔恩·特里克特和迈克尔·杜格合作，负责运作工党的选举运动。2013年因故辞职。
沃特森说自己是一个女权主义者。他是以色列工会之友（TUFI）副主席。

#### 工党副领袖

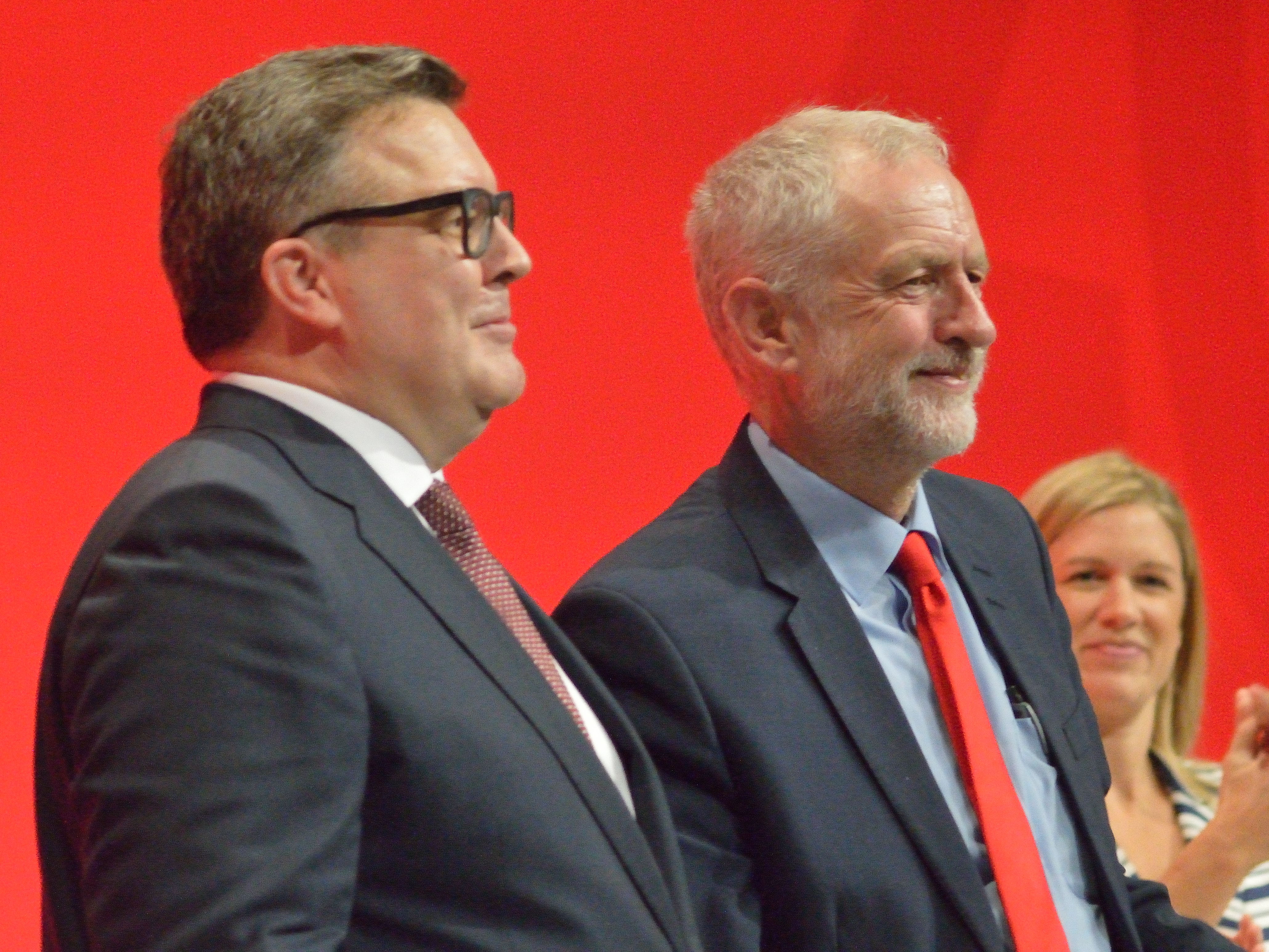
沃特森和工党领袖杰里米·科尔宾在2016年工党年会

2015年5月8日，在工党大选落败后的第二天，沃森宣布他打算参加随后的副领袖选举，成为第一个宣布的候选人。沃特森由59名议员提名，超过任何其他四名候选人，并迅速成为竞选中的领跑者。
2015年9月12日，他当选为工党副领袖。他还被任命为影子內閣內閣辦公室大臣。
2016年8月，沃特森说并没有被杰里米·科尔宾告知给艾塞克斯大学校监莎米·查克蕾巴蒂一个上议院贵族议席的决定。
2016年10月，影子内阁改组，沃特森调任影子文化传媒和体育大臣。在职期间，他呼吁对由默多克旗下福克斯电视台收购天空电视台的计划进行更严格审查，此外他支持电视许可费，批评政府在BBC监管问题上施压通讯管理局，并提出了为足球球迷提供更公平的火车票。
2017年6月，自2007年以来一直由工党副领袖担任的党主席一职被工党领袖科尔宾拆分交与伊恩·拉弗利，同时党内传出再添设一名女性副领袖的呼声，这都被视为是科尔宾对沃特森的削弱。

## 私人生活
沃特森与西奥班结婚，育有两个孩子。夫妇目前分居。他目前的伴侣是Stephanie Peacock，2015年工党黑尔斯欧文和罗利里吉斯选区的候选人、他的前选区秘书。

## 爱好
汤姆·沃特森是新政治家杂志和其他职称的玩家和常规评论员。他通过《传送门2》放松并承认在一个章节卡了很长时间。沃特森是另类摇滚爱好者，特别是德格伦乐队，并在大选协调员的辞职信中向时任党领袖爱德·米利班德推荐。他还喜欢Courtney Jaye、Danny Coughlan、Billy Bragg、Elvis Costello、Primal Scream和Public Enemy的音乐。

## 外部連結
- 官方博客
- 英国的個人檔案
- Hansard（1803年至2005年）記載的在貢獻
- Hansard記載的在貢獻
- 公鞭記載的投票紀錄
- TheyWorkForYou記載的紀錄
- 紀錄的個人檔案
- Journalisted記載的撰寫過的文章
- Tom Watson MP on the Open Rights Group wiki
- Full text of resignation letter （页面存档备份，存于）, BBC News Online, 6 September 2006
- The Sun pays damages to Labour MP Tom Watson （页面存档备份，存于）, James Robinson, The Guardian, 28 September 2009
- Urgent question on BSkyB （页面存档备份，存于）, Parliament.uk, 1 July 2011
- Walker, Jonathon. . Birmingham Post. 8 July 2011  [8 July 2011]. （原始内容存档于2011-07-17）.

| 大不列颠及北爱尔兰联合王国国会 | 大不列颠及北爱尔兰联合王国国会            | 大不列颠及北爱尔兰联合王国国会 |
| ------------------------------ | ----------------------------------------- | ------------------------------ |
| 前任者： 彼得·斯內普           | 英國下議院東西布朗議員 2001年－2019年     | 繼任者： 尼古拉·理查茲         |
| 官衔                           |                                           |                                |
| 前任者： 夏雅雯                | 反對黨副領袖 2015年－2019年               | 繼任者： 待定                  |
| 前任者： 凯文·霍普金斯         | 影子文化、传媒和体育大臣 2016–至今        | 繼任者： 特蕾西·布拉賓         |
| 前任者： 露西·鮑威爾           | 影子內閣辦公室大臣 2015年－2016年         | 繼任者： 伊恩·拉弗利           |
| 前任者： 吉利恩·莫頓           | 数字参与和公务员问题副大臣 2008年－2009年 | 繼任者： 蘇日塔·瓦德華         |
| 政党职务                       |                                           |                                |
| 前任者： 史蒂芬·蒂姆斯         | 工黨全国执行委员会副主席 2011年－2013年   | 繼任者： 榮·阿什沃斯           |
| 政党职务                       |                                           |                                |
| 前任者： 哈莉特·哈曼           | 工党主席 2015年－2017年                   | 繼任者： 伊恩·拉弗利           |
| 前任者： 夏雅雯                | 工黨副领袖 2015年－2019年                 | 繼任者： 待定                  |